# Dengir Mir Mehmet Fırat

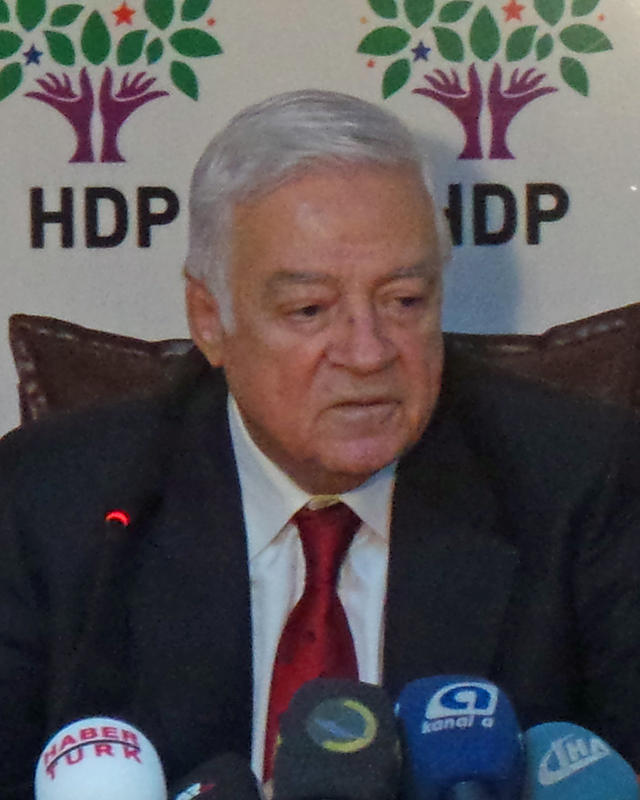
Dengir Mir Mehmet Fırat (2015)

Dengir Mir Mehmet Fırat (* 8. August 1943 in Kâhta/Provinz Adıyaman; † 11. Juli 2019 in Ankara) war ein kurdischstämmiger türkischer Jurist und Politiker. Fırat war Abgeordneter der Großen Nationalversammlung der Türkei und stellvertretender Vorsitzender der Adalet ve Kalkınma Partisi.
Er absolvierte die juristische Fakultät der Universität Ankara. Fırat war als Landwirt, freier Anwalt und Exporteur tätig. Er war Vorstandsmitglied der Akdeniz İhracatçılar Birliği (Union der Mittelmeerexporteure), Gründungsmitglied der AKP und stellvertretender Vorsitzender. Bevor er die AKP mit gründete, war er in der Gerechtigkeitspartei und der Partei des Rechten Weges aktiv. Er war Abgeordneter für Adıyaman in der 21. Legislaturperiode, für Mersin in der 22. Legislaturperiode und für Adana in der 23. Legislaturperiode. Im Jahr 2000 stellte er sich als Mitglied der Fazilet Partisi zur Staatspräsidentschaftswahl. Ende Juli 2014 trat er aus der AKP aus. Mit seiner deutschen Ehefrau hatte er zwei Kinder.
Er erregte großes Aufsehen, als er in einem Interview mit der The New York Times sagte:

„Die Atatürk-Revolutionen verursachten in der Gesellschaft ein Trauma, sie hoben die religiöse Lebensweise über Nacht auf.“

Für die Parlamentswahlen im Juni 2015 trat er Mitte Februar 2015 der Halkların Demokratik Partisi bei, um für die Provinz Mersin zu kandidieren. Dort gelang ihm erneut der Einzug ins Abgeordnetenhaus. Fırat starb am 11. Juli 2019 im Alter von 75 Jahren in Ankara an den Folgen einer Lungenkrebserkrankung.

## Familie
Dengir Mir Mehmet Fırat stammte aus einer politisch aktiven Familie. Laut Dengir Fırat soll sein Großvater Hacı Bedir Fırat Ağa wie andere kurdische Clanchefs 1919 von dem britischen Major Edward William Charles Noel um Unterstützung gefragt worden sein, um Atatürk im Namen der Istanbuler Regierung gefangen zu nehmen. Doch Hacı Bedir Fırat Ağa lehnte ab und stellte sich auf die Seite Atatürks. So war sein Großvater später Abgeordneter Malatyas in der 1. und 2. Legislaturperiode. Trotz eines Erlasses Ismet Inönüs, dass keine Analphabeten Abgeordnete werden können, wurde der Großvater wegen seiner Unterstützung Atatürks in der 3. Legislaturperiode Abgeordneter von Kars.
Sein Onkel Hüseyin Fehmi Fırat war dreimal Abgeordneter und Mitglied der Führung der Demokrat Parti. Sein Onkel M. Sırrı Turanlı war von 1957 bis 1960 Senator von Adıyaman. Ein weiterer Onkel namens Ali Avni Turanlı war von 1963 bis 1973 Abgeordneter von Adıyaman.
Der Name Dengir bedeutet auf Persisch und Kurdisch Große Stimme, Mîr ist das kurdische Wort für Herr. Mir Mehmet war der Name eines Ahnen vor 19 Generationen. Fırat war entfernt mit der Familie des Scheich Said verwandt. Laut einem Interview lernte Fırat erst als Student 1964 Kurdisch.